# Стари град (Јерусалим)
Стари град у Јерусалиму (хебр. העיר העתיקה‎ [], арап.  [], јерм.  []) представља стари део града Јерусалима, који је утврђен зидинама. Простире се на површини од 0.9 km² модерног града Јерусалима.
Унутар Старог града се налазе неке од најважнијих верских обележја: Храмовна гора и Зид плача (за јевреје), Храм Васкрсења Христовог (за хришћане), и Купола на стени (Омарова џамија) и џамија Ел Акса (за муслимане).
Јордан је 1980. године предложио, а 1981. године је уврштен Стари град у Јерусалиму на Унесковој листи Светске баштине. 1982. године Јордан је тражио, и Стари град је уврштен на Унеско листу Светске баштине у Опасности.
2011. године Унеско организација је издала саопштење и виђење Источног Јерусалима као "делу окупиране Палестинске територије, и да се статус Јерусалима мора да буде решен у сталним преговорима о статусу."
У 2010. години су нађени најстарији фрагменти натписа на спољашњој страни зидина Старог града.

## Подела Старог града
Стари град је традиционално подељен у четири неједнака дела, а данашњи називи су уведени тек у 19. веку.
Данас је Стари град у Јерусалиму, подељен на:

### Муслиманска четврт
Муслиманска четврт(арапски: حارة المسلمين‎‎, Ḩārat al-Muslimeen) је највећа и најнасељенија од четири кварта, и налази се на североисточном делу Старог града. У овој четврти живи 22.000 становника (2005), али има и мешовитог становништва.

### Хришћанска четврт
Хришћанска четврт(арапски: حارة النصارى‎‎, Ḩārat an-Naşāra)се налази у северозападном делу Старог града. Унутар хришћанске четврти је и једно од најсветијих хришћанских места, а то је Храм Васкрсења Христовог, ту је и седиште грчког Православног Патријарха Јерусалимског у оквиру комплекса Храма. У непосредној близини је и манастир Светих архангела Михаила и Гаврила, који је 1312/13. године основао и подигао краљ Милутин.

### Јеврејска четврт
Јеврејска четврт (хебрејски: הרובע היהודי‎, HaRova HaYehudi, такође позната и као HaRova, арапски: حارة اليهود‎, Ḩārat al-Yahūd) се налази у југоисточном делу Старог града, опасана зидинама, а на западу се простире до Зида плача(Западни зид)/ Јерусалимски Храм. Године 1967. у тзв. Шестодневном рату, израелске снаге су освојиле један део те четврти(уништиле и раселиле становнике суседне "Мароканске четврти", ради прилаза Зиду плача) који је био уништени и одакле су исељени Јевреји 1947. године. Тада су и обновили тај део четврти и поноово населили са својим сународницима, тако да је по попису 2003. године ту живело 2348 становника.

### Јерменска четврт
Јерменска четврт(јерменски: Հայկական Թաղամաս, Haykakan T'aġamas, Aарапски: حارة الأرمن‎, Ḩārat al-Arman)је најмањи од о четири дела Старог града. Иако су Јермени хришћани тај кварт се разликује од Хришћанске четврти. Од око 5000 Јермена који живе у Јерусалиму, њих око 500 су становници Старог града. Власник земљишта је Јерменска апостолска црква која поседује још вредне имовине по Јерусалиму. 1975. године је основана и Богословија у јерменској четврти.
- Мароканска четврт

До 1967. година постојала је мала Марокански четврт у Старом граду. После Шестодневног рата (1967), Марокански четврт је већ у првој недељи после освајања била у великој мери разорена, а становници касније премештени. Израелске власти су то учиниле ради лакшем приступу Западном зиду (Зид плача). Делови Мароканское четврти који нису били уништени су сада део Јеврејске четврти. На мароканску четврт подсећа још само "Мароканска врата"(арапски: Bab al-Magharbeh‎; хебрејски: Shaar HaMughrabim‎)Приступ је евентуално могућ преко Мугхраби моста(дрвеног).

## Порта (врата)
На зидинама Старог града су у почетку за време крсташких времена постојале четири порте(врата), на свакој страни зидина Старог града. Да би за време Сулејмана Величанственог биле подигнуте зидине и једанаест порти које су имале значајна разна имена и имена градова, којима су водили путеви из Јерусалима.
Од тих једанаест порти (врата, капија) на Старом граду, седам је отворено, док су четири порте затворене.

### Отворене порте
- Нова порта - изграђена 1887.
- Порта Дамаск - изграђена 1537.
- Иродова порта - изграђена: непознато
- Лавља порта - изграђена 1538-1539.
- Порта Дунга(Мала) - изграђена 1538-1540.
- Сионска порта - изграђена 1540.
- Порта Јафа - изграђена 1530-1540.

### Затворене порте
- Златна порта - изграђена у 6. веку
- Једнострука порта - изграђена у Иродово време
- Двострука порта - изграђена у Иродово време
- Тројна порта - изграђена у Иродово време

## Галерија
- Поглед на Стари град
- Хришћанска четврт
- Јеврејска четврт
- Јерменска четврт
- Муслиманска четврт
- Храм Васкрсења Христовог (купола)
- Купола на стени (лево) и Западни зид (Зид плача)
- Пијаца
- Зидине Старог града
- Древни базен за напајање водом Старог града, усликано око 1860. године (The Pool of Hezekiah)